# Leipziger Bank

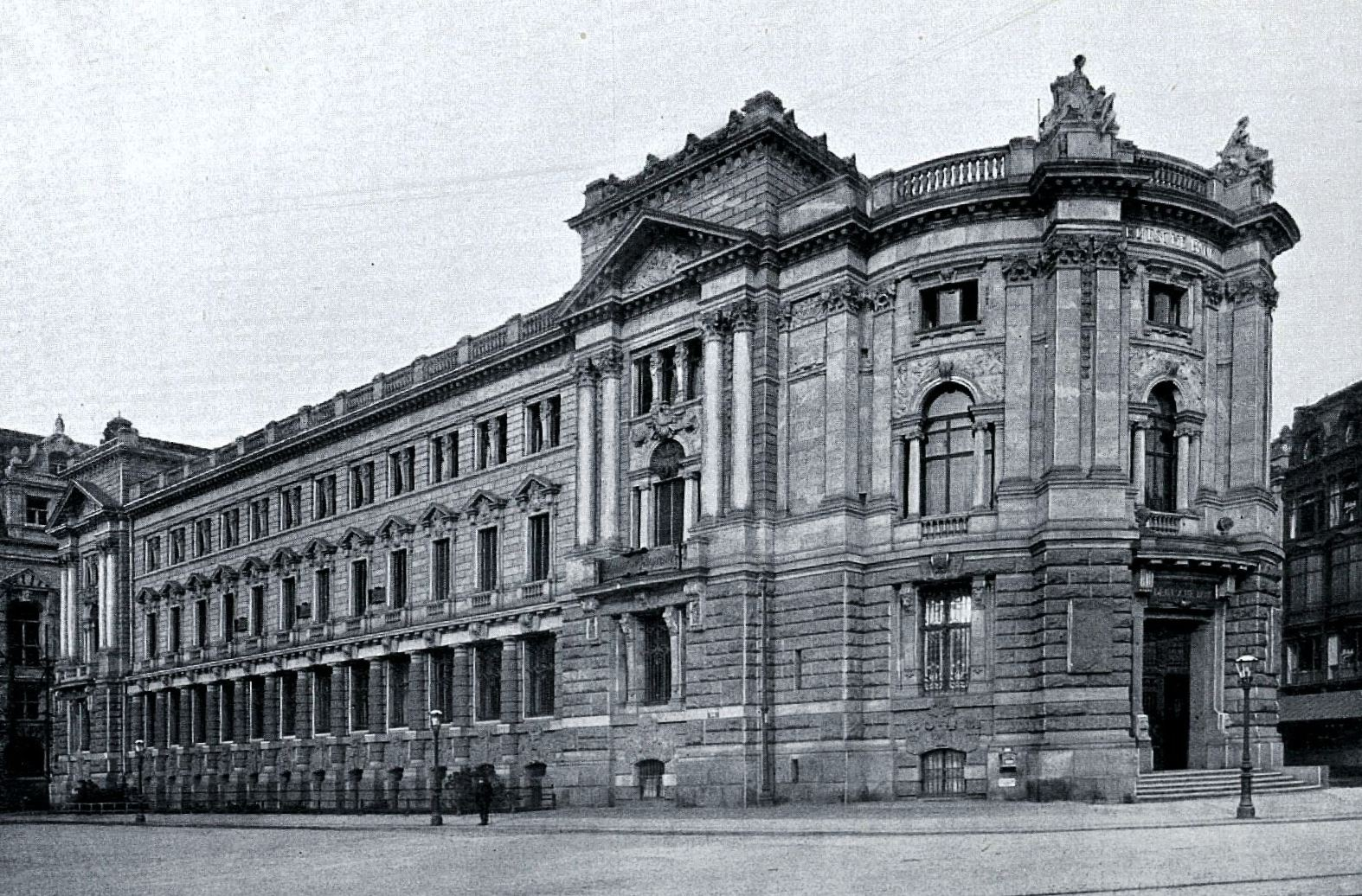
Das von Arwed Roßbach errichtete Bankgebäude am Rathausring (vor 1904)

Die Leipziger Bank bestand von 1838 bis 1901. Sie war die erste private Notenbank Sachsens und hatte ihren Sitz in Leipzig.

## Geschichte

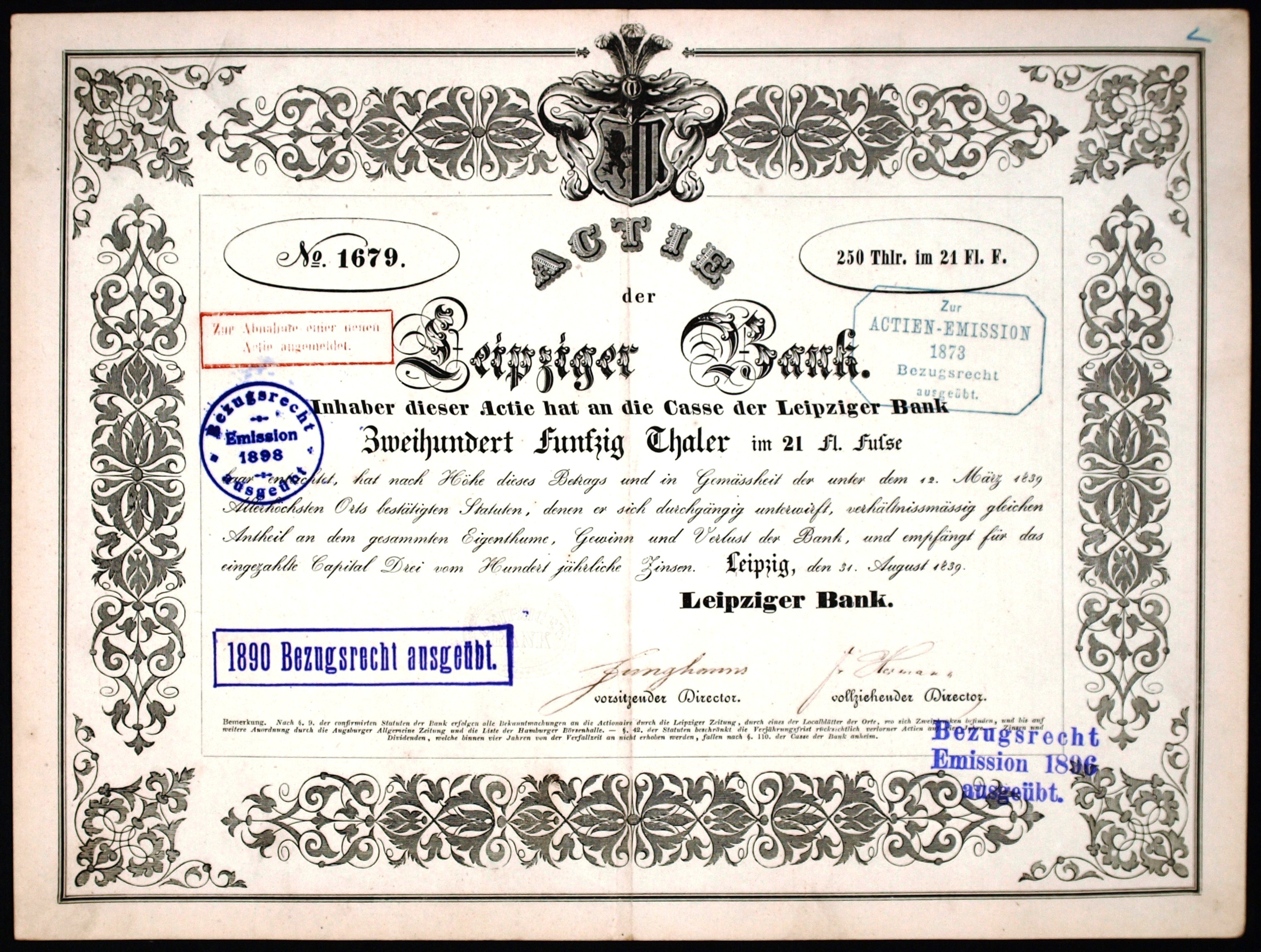
Gründeraktie über 250 Thaler der Leipziger Bank vom 31. August 1839

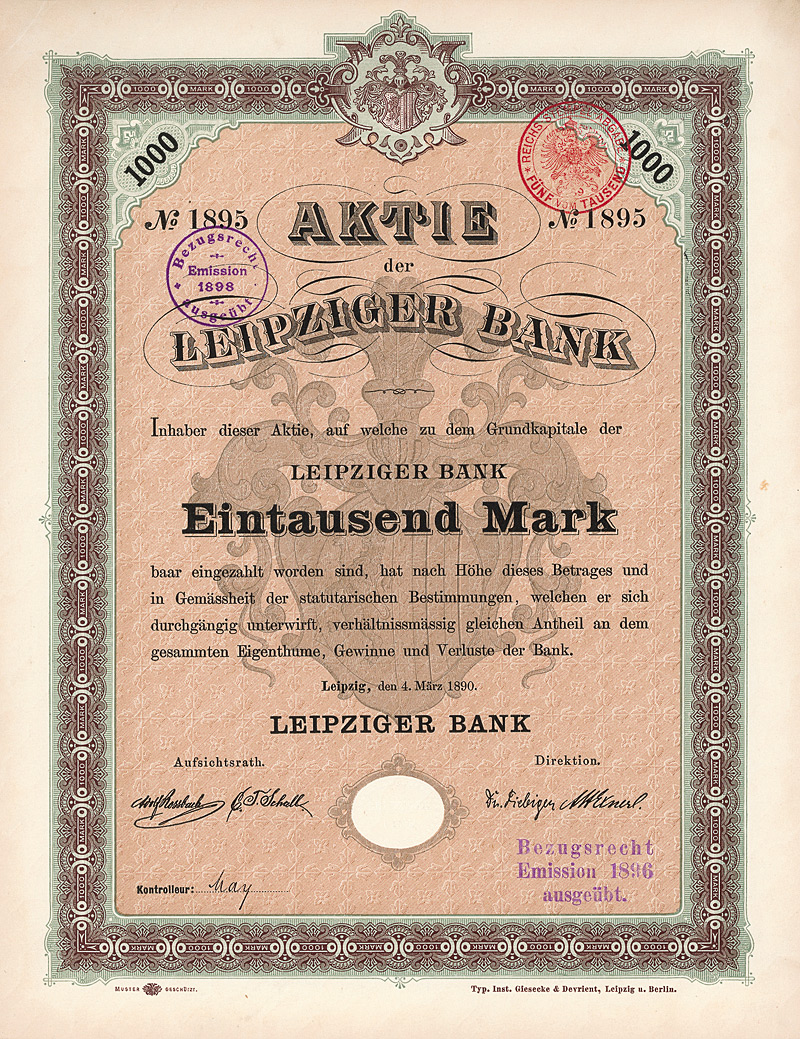
Aktie über 1000 Mark der Leipziger Bank vom 4. März 1890

Die Leipziger Bank wurde am 5. September 1838 als Privatbank mit der Rechtsform einer Aktiengesellschaft (Stammkapital: 1,5 Millionen Taler) gegründet. Zu ihren Gründern gehörten die Leipziger Kaufleute und Bankiers Jean Marc Albert Dufour-Féronce (1798–1861), Gustav Harkort (1795–1865) und Wilhelm Seyfferth (1807–1881). Die Bank hatte seit 1864 ihren Sitz in der Klostergasse 3 (alte Hausnummer: Klostergasse 16) und unterhielt Filialen in Chemnitz und Dresden.
Bis zum Jahr 1876 war die Leipziger Bank ausschließlich eine Notenbank. Sie verzichtete dann aber auf das Recht zur Ausgabe von Banknoten.
Im Jahr 1898 begann der Neubau des Gebäudes der Leipziger Bank am Leipziger Rathausring (heute: Martin-Luther-Ring), direkt neben dem Neuen Rathaus, nach Plänen des Architekten Arwed Rossbach (1844–1902).
Im Jahr 1900 war August Heinrich Exner Direktor der Leipziger Bank. Ein riskantes Geschäft mit einer Kasseler Industriefirma (AG für Trebertrocknung) sowie Aktienspekulationen führten Ende Juni 1901 zu einem Fehlbetrag von 40 Millionen Goldmark und zum Zusammenbruch der Leipziger Bank; am 26. Juni 1901 wurde der Konkurs eröffnet, bei dem die Gläubiger 67 % ihrer Forderungen liquidieren konnten.
Das noch unvollendete Gebäude am Rathausring ging (ebenso wie das Bankgebäude in der Klostergasse) an die Deutsche Bank in Berlin. Seit Anfang der 1990er Jahre wird es als Hauptstelle der Niederlassung Leipzig der Deutschen Bank AG genutzt.